# Université catholique de la Très Sainte Conception
L'université catholique de la Très Sainte Conception (en espagnol : Universidad Católica de la Santísima Concepción, également nommée UCSC) est une université chilienne privée, créée par l'Archevêché de la Santisime Concepción le 10 juillet 1991, et constituée de deux campus, situés l'un et l'autre dans la ville de Concepción.

## Sites
Le siège de l'université est situé à Concepción. L'établissement dispose de deux campus : Campus Santo Domingo et Campus San Andrés.

## Filières
- Licence en Histoire
- Licence en Philosophie
- Licence en Sciences Religieuses
- Droit
- Pédagogie en Éducation Élémentaire
- Éducation Maternelle
- Pédagogie Média en Religion et Éducation Morale
- Travaux Sociaux
- Pédagogie Média en Langage et Communication
- Pédagogie Média en Anglais
- Education Diferencial
- Pédagogie en Éducation Média en Biologie et Sciences Naturelles
- Biologie Marine
- Ingénierie Civile
- Ingénierie Civile Informatique
- Ingénieríe Civile Industrielle
- Ingénierie Civile Logistique
- Ingénierie Civile en Biotechnologie Aquicole
- Médecine
- Nutrition  et Diététique
- Infirmière
- Ingénierie Commerciale
- Contador Auditor
- Journalisme
- Chimie Ambientelle

## Hymne religieux de l'université
Les paroles de l'hymne de l'université sont[réf. nécessaire] :
Forjadores del joven que busca

un copioso sendero emprender

nuestra entrega va siempre afianzada

en Verdad a la luz de la Fe.

Arte, ciencia y cultura se encienden

en el seno del gran Concepción

bajo el brillo se asoman virtudes

del espíritu y la razón.

Ya se escuchan melódicas voces

entonando con el corazón

Universidad Católica

de la Santísima Concepción.

Cotidiana y alegre tarea

el silencio invita al deber

encontrar la humildad que nos hace

más prudentes en nuestro quehacer.

Sigiloso el andar del docente

hay promesa del fruto en la flor

la labor con premura le llama

a educar de la mano de Dios.

Ya se escuchan melódicas voces

entonando con el corazón

Universidad Católica

de la Santísima Concepción.

### Auteurs de l'hymne
- Texte : Sybille Hecker Neira[réf. souhaitée]
- Musique : Óscar Carmona[réf. souhaitée]